# Karbieniec

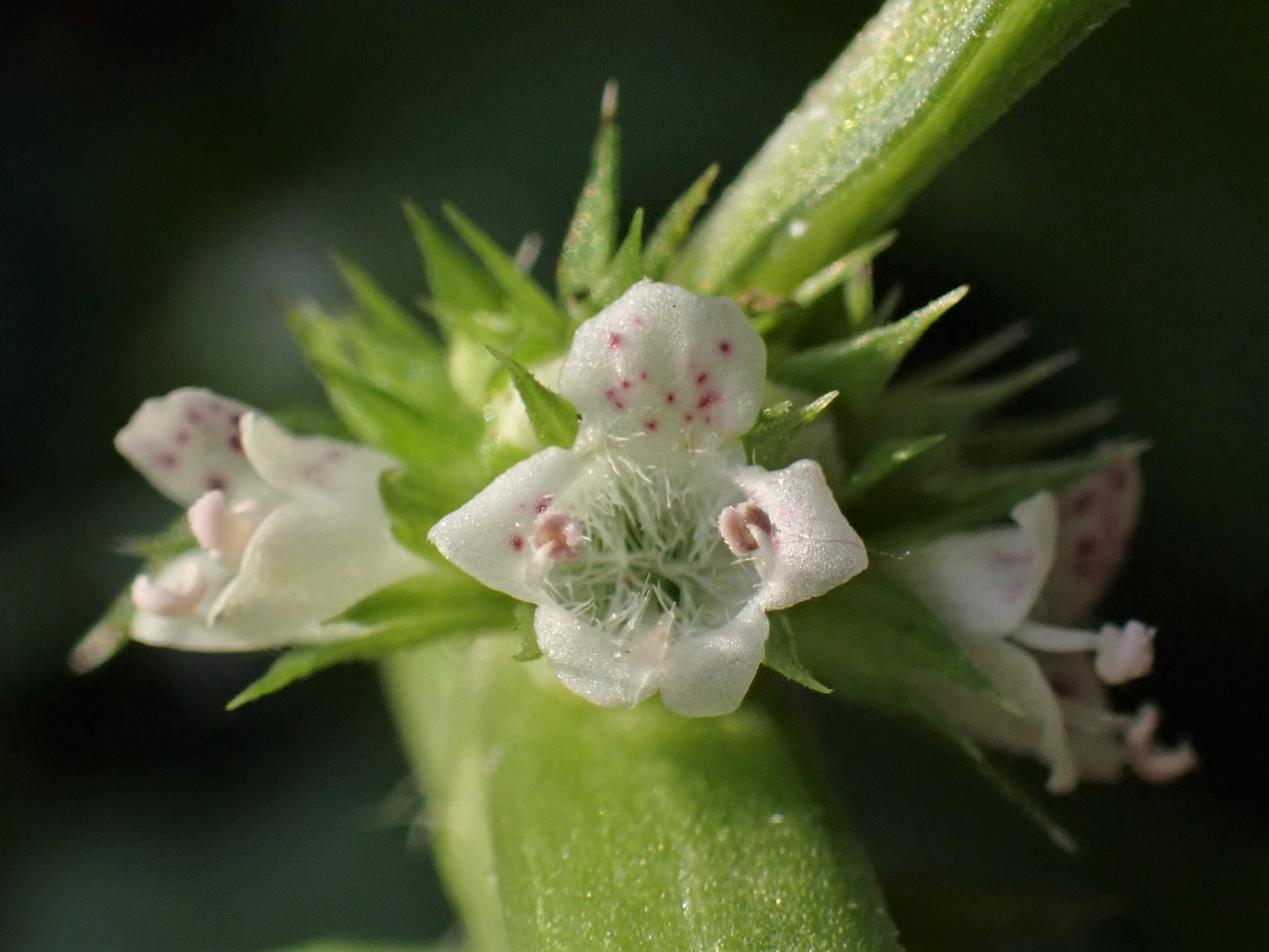
Kwiaty karbieńca pospolitego

Karbieniec (Lycopus L.) – rodzaj roślin należących do rodziny jasnotowatych. Obejmuje 14–19 gatunków. Występują one w większości w strefie umiarkowanej na półkuli północnej, poza tym we wschodniej Australii i jako introdukowane w Nowej Zelandii. Do polskiej flory zaliczane są dwa gatunki – karbieniec pospolity L. europaeus i karbieniec wyniosły L. exaltatus. 
Korzenie karbieńca pospolitego wykorzystywane były do barwienia na czarno.

## Morfologia
PokrójByliny, zwykle z silnie rozwiniętymi kłączami.
LiścieUlistnienie naprzeciwległe, liście ustawione są parami na krzyż. Blaszki są jajowato lancetowate, piłkowane, pierzastodzielne, czasem pierzastosieczne.
KwiatyZebrane w gęstych nibyokółkach w środkowej i szczytowej części pędu. Kielich dzwonkowaty, zrosłodziałkowy, z 4–5 lancetowatymi jednakowymi ząbkami na szczycie (czasem jeden z nich jest dłuższy). Korona u nasady z płatkami zrośniętymi w rurkę wewnątrz owłosioną, zakończona dwiema wargami, z których górna jest zrośnięta w jedną łatkę, a dolna podzielona na trzy łatki. Cztery łatki korony często są prawie jednakowe i płaskie. Cztery pręciki wyrastają w dwóch parach, przy czym tylko górna, dłuższa para jest płodna – jej pylniki nieco wystają z rurki korony. Dolna para wykształcona jest szczątkowo jako nitkowate lub główkowate prątniczki, albo całkiem jest zredukowana. Szyjka słupka pojedyncza, zakończona dwudzielnym znamieniem.
OwoceCzterodzielne rozłupnie, rozpadające się na cztery pojedyncze jajowate rozłupki. Mają one barwę brązową, na szczycie są zaokrąglone lub ścięte, na stronie brzusznej żebrowane, nagie lub ogruczolone.

## Systematyka
Pozycja systematyczna
Rodzaj z rodziny jasnotowatych (Lamiaceae) w obrębie której zaliczany jest do podrodziny Nepetoideae, plemienia Mentheae i podplemienia Menthinae.
Wykaz gatunków
- Lycopus alissoviae Prob.
- Lycopus americanus Muhl. ex W.P.C.Barton
- Lycopus amplectens Raf.
- Lycopus angustifolius Elliott
- Lycopus asper Greene
- Lycopus australis R.Br.
- Lycopus cavaleriei H.Lév.
- Lycopus charkeviczii Prob.
- Lycopus cokeri H.E.Ahles ex Sorrie
- Lycopus europaeus L. – karbieniec pospolity
- Lycopus exaltatus L.f. – karbieniec wyniosły
- Lycopus hirtellus Kom.
- Lycopus × intermedius Hausskn.
- Lycopus kurilensis Prob.
- Lycopus laurentianus Roll.-Germ.
- Lycopus lucidus Turcz. ex Benth.
- Lycopus rubellus Moench
- Lycopus × sherardii Steele
- Lycopus sichotensis Prob.
- Lycopus uniflorus Michx.
- Lycopus virginicus L.